# Microsetella rosea
Microsetella rosea är en kräftdjursart som först beskrevs av James Dwight Dana 1849.  Microsetella rosea ingår i släktet Microsetella och familjen Ectinosomatidae. Arten är reproducerande i Sverige. Inga underarter finns listade i Catalogue of Life.